# ایواته، توتوری
ایواته، توتوری (به لاتین: Iwami, Tottori) یک منطقهٔ مسکونی در ژاپن است که در استان توتوری واقع شده‌است. ایواته  ۱۱٬۳۸۲ نفر جمعیت دارد.